# Тафоральт
Тафоральт (фр. Taforalt) — грот в Марокко, в 55 км северо-западнее города Уджда, в горном массиве Бени-Снассен.
В 1951—1955 годах в Тафоральте было раскопано более 30 погребений, принадлежащих к позднепалеолитической иберо-мавританской культуре. Абсолютная древность этого археологического памятника составляет 10—12 тысяч лет. В погребениях были обнаружены скелетные останки 200 человек разного пола и возраста. Антропологически люди из Тафоральта были родственны некоторым представителям населения Европы конца эпохи позднего палеолита.
В Тафоральте заметно уклонение пропорций конечностей в тропическую (экваториальную) сторону, также как у натуфийцев из пещер Хайоним в Израиле и в Афалу-бу-Руммель в Алжире.
У мехтоидов из Тафоральта (23—10,8 тыс. л. н.) определены митохондриальные гаплогруппы H or U, R0a1a, R0a2c, H1, H2a1e1a, H2a2a1, H6a1a8, H14b1, U4a2b, U4c1, U6d3, U6, H, JT, V, U6a1b, U6a6b, U6a7b, M1b и Y-хромосомная гаплогруппа E1b1b1a1 (M-78) (в том числе субклад E1b1b1a1b1 у образца TAF009 возрастом 14,8—13,9 тыс. л. н.).